# Back in Time
"Back in Time" é uma canção do rapper americano Pitbull, e foi originalmente lançado como primeiro single da trilha sonora do filme Men in Black III (2012). Entretanto, por razões desconhecidas, a canção não faz parte do corte final para a trilha sonora. Ao invés disso, foi lançado como o primeiro single do álbum Global Warning (2012), sendo a quarta faixa de seu álbum. O single foi lançado via download digital em 26 de março de 2012, antes de ser emitido fisicamente na Alemanha, em 25 de maio de 2012. O single, até a data, vendeu mais 1.3 milhões de cópias digitais.

## Composição
"Back in Time" é uma mistura de hip hop, electro e dubstep, com influências do R&B e rock and roll da década de 1950. Possui um colapso com baixa oscilação, freqüentemente encontrados em canções de gênero dubstep, perto do fim da canção. Os trechos de músicas do riff de guitarra e o último verso do single "Love Is Strange", de Mickey & Sylvia, pode ser ouvida em uma cena definida em um elevador durante o filme.

## Vídeo da música
Um vídeo da música acompanha o lançamento de "Back in Time". Foi lançado pela primeira vez pelo site oficial da Vevo do cantor, em 20 de abril de 2012. Poucas horas que o vídeo foi carregado, a Vevo removeu o vídeo. Uma versão editada do vídeo, mais tarde, foi enviado em 21 de abril de 2012. Esta versão remove três segundos de imagens, devido a uma reivindicação de direitos autorais. Ela começa com Pitbull em uma sala trancada quando uma garota entra e o liberta. Eles jantam em um restaurante (com base nas cenas do filme). Em seguida, um alienígena ataca o restaurante e a mulher dispara o alienígena com a arma e, ela e Pitbull deixam o restaurante. Em seguida, o vídeo alterna-se com Pitbull e sua namorada em uma festa para os clipes do filme. O vídeo termina com Pitbull usando a borracha para acabar com a memória de vídeo com o sinal de "MIB/PIT". O vídeo recebeu mais de 47 milhões de visualizações.

## Lista de faixas
- Download[3]

1. "Back in Time" – 3:25

- CD single[1]

1. "Back in Time" – 3:25
2. "Back in Time" (Extended Mix) – 3:41

## Gráficos e certificações
| País/Parada (2012)                          | Melhor posição |
| ------------------------------------------- | -------------- |
| Alemanha (Media Control Charts)             | 5              |
| Austrália (ARIA)                            | 4              |
| Áustria (Ö3 Austria Top 40)                 | 1              |
| Bélgica (Ultratop 50 Flanders)              | 8              |
| Bélgica (Ultratop 40 Valônia)               | 9              |
| Canadá (Canadian Hot 100)                   | 4              |
| Dinamarca (Hitlisten)                       | 21             |
| Escócia (Scottish Singles and Albums Chart) | 17             |
| Espanha (PROMUSICAE)                        | 35             |
| Estados Unidos (Billboard Hot 100)          | 11             |
| Estados Unidos (Digital Songs)              | 5              |
| Estados Unidos (Pop Songs)                  | 14             |
| Estados Unidos (Radio Songs)                | 15             |
| França (SNEP)                               | 3              |
| Honduras (Honduras Top 50)                  | 1              |
| Hungria (Dance Top 40)                      | 2              |
| Hungria (Rádiós Top 40)                     | 6              |
| Irlanda (IRMA)                              | 15             |
| México (Mexican Airplay)                    | 41             |
| Nova Zelândia (RIANZ)                       | 10             |
| Países Baixos (MegaCharts)                  | 84             |
| Polónia (Polish Music Charts)               | 1              |
| Reino Unido (UK Singles Chart)              | 21             |
| Reino Unido (UK R&B Chart)                  | 5              |
| Chéquia (IFPI)                              | 2              |
| Roménia (Romanian Top 100)                  | 15             |
| Suíça (Schweizer Hitparade)                 | 6              |

| Alemanha (BVMI) | Platina    | 300.000x |
| Austrália (ARIA) | 3× Platina | 20.000^  |
| Áustria (IFPI Áustria)                                                                                                 | Platina    | 30.000x  |
| Suíça (IFPI Schweiz)                                                                                                   | Ouro       | 15.000x  |
| ^ Valores enviados com base em certificação individual x Números não especificados com base em certificação individual |            |          |

## Histórico de lançamento
| País     | Data                | Formato          |
| -------- | ------------------- | ---------------- |
| Mundo    | 26 de março de 2012 | Download digital |
| Alemanha | 25 de maio de 2012  | CD single        |